# My Name Is Loh Kiwan
My Name Is Loh Kiwan (로기완?, Ro Gi-wanLR) è un film sudcoreano del 2024 diretto da Kim Hee-jin e tratto dal romanzo omonimo del 2019 di Cho Hae-jin.

## Trama
Un disertore fatica a trovare asilo in Belgio. Qui conosce una ragazza sconfortata che ha perso le speranze.

## Distribuzione
Il film è stato distribuito sulla piattaforma Netflix a partire dal 1º marzo 2024.